# الإدارة القائمة على العمليات
الإدارة القائمة على العمليات هي أحد أساليب الإدارة الذي يحكم التوجه وأساليب العمل في مؤسسة ما. فهي عبارة عن فلسفة لكيفية قيام مؤسسة ما بإدارة عملياتها، ويطابقها ويدعمها توجُّه ومهمة وقيم المؤسسة. حيث تُمثل تلك العملية الأساس الذي يعتمد عليه اتخاذ القرارات والإجراءات. فهي مُوجّهة لتحقيق هدف ما وليس لاستهداف أنشطة ومهام معينة لأعمال فردية.
كما أن العملية العامة تتمثل في أن الهدف يُحدد المتطلبات الضرورية المتمثلة في الإستراتيجية والهيكل المؤسساتي والمورد البشري والتي تحتاجها الشركة. ويُمكن استخدامها أيضًا على مستوى إدارة المشروعات مما يعني أن الهدف الواضح لمشروع ما يُحدد الإستراتيجية والهيكل والموارد المطلوبة لتحقيق النجاح. وتستمر عملية المشروع في تنفيذ المهام والأنشطة المطلوبة لتحقيق الهدف.
جدير بالذكر أن معظم الشركات تتمركز حول الأداء المؤسساتي مثل الميزانيات والحوافز والتكاليف وتطور المهارة. وتقوم الإدارة القائمة على العملية بإضافة هذه الإجراءات المتعلقة بالأداء لكن بطريقة عملية تعمل على إثراء الإجراءات المؤسساتية. وبمرور الوقت، أصبح لإجراءات العملية دور أكثر أهمية. فعملية «الوفاء باحتياجات المستهلك» (Order to Cash) على سبيل المثال هي ما يعود بدخل على الشركات، بيد أن الشركات التقليدية غالبًا يتم تركيز اهتمامها بدرجة كبيرة على الأقسام الفردية مما يعني أن العملية ذات الطبيعة الوظيفية المتداخلة مجرد فكرة تِّلْوِيّة. ولهذا ينخفض معدل الأداء. وتقوم مجموعة CAM-I حاليًا بعمل أبحاث حول هذا الأمر. (www.cam-i.org)
فالحاجة إلى الدفع النقدي تعد العملية الأساسية للعديد من المؤسسات. ويتغاضى الوفاء باحتياجات المُستهلِك عن جميع ما يلزم القيام به قبل استلام الطلب. فالعملية الرئيسية المتمثلة في البدء باحتياجات العميل وحتى الدفع النقدي بالبنك تركز الانتباه على عمليات معرفة احتياجات العميل الخاصة بالشركة وترجمة تلك الاحتياجات إلى مواصفات المنتج وترجمة مواصفات المنتج إلى مواصفات عملية لإنتاج وتوفير المنتج من خلال تشغيل عمليات الإنتاج وتسليم المنتج وتحرير فاتورة مقابل تسليم المنتج الملائم.
فمنذ عام 1986، قامت شركة كواليتي مانجمينت انتيرناشيونال (Quality Management International) (QMI) باستخدام وتحسين منهجية الفرد>العمليات>الأنظمة[وصلة مكسورة] حتى تُمكن عملاءها من تطوير أنظمة الإدارة القائمة على العملية لديهم. وتوافق هذه الأنظمة المعايير الدولية لأنظمة الإدارة القائمة على العملية بما في ذلك معيار ISO 9001 والمعايير المماثلة. ويتم استخدام هذه الأنظمة الإدارية لتوفير الوثوق بأن الأهداف والمتطلبات سوف يتم الوفاء بها مع تمكين العملية الأساسية من إضافة قيمة ومنع الخسارة. جدير بالذكر أن قائد مجموعة بحث وتطوير هذه المنهجية بشركة كواليتي مانجمينت انتيرناشيونال هو جون برومفيلد (John R. Broomfield). حيث انتهى من بحثه الأوّلي عن الإدارة القائمة على العملية في مجال التشييد بمساعدة تيم كورنيك (Tim Cornick) بجامعة جامعة ريدنج. وقد أشار تيم كورنيك إلى هذا البحث في كتابه الذي يحمل عنوان إدارة الجودة في تصميم المباني (ISBN 978-0-7506-1225-8).